# Rita Casale
Rita Casale (* 3. April 1968 in Ostuni, Italien) ist eine italienisch-deutsche Erziehungswissenschaftlerin, Philosophin und Hochschullehrerin an der Bergischen Universität Wuppertal. Ihre Schwerpunkte in Forschung und Publikationen sind Bildungsphilosophie sowie feministische Theorie und Geschichte.

## Leben und Werk
Rita Casale studierte Philosophie, Geschichte und Erziehungswissenschaft in Bari, Paris und Freiburg im Breisgau. Von 1993 bis 1996 war sie Doktorandin im Collegio di dottorato (Bari-Ferrara-Urbino). 1997 wurde ihr der wissenschaftliche Doktorgrad Ph.D. in „Filosofia moderna e contemporanea“ von der Universität Turin verliehen. Mit einem Stipendium vom Istituto Italiano per gli Studi Filosofici unternahm Casale 1997 einen Forschungsaufenthalt im Archivzentrum (Nachlass H. Marcuse) der Johann Wolfgang Goethe-Universität Frankfurt am Main. 2001 war sie wissenschaftliche Mitarbeiterin im Fachbereich Erziehungswissenschaften der Goethe Universität, von 2002 bis 2007 wissenschaftliche Assistentin am Lehrstuhl Allgemeine Pädagogik von Jürgen Oelkers der Universität Zürich Für eine Gastprofessur ging sie ans Institut für Bildungswissenschaft der Universität Wien und war 2008 Vertretungsprofessorin für Allgemeine Erziehungswissenschaft an der Universität Fribourg. 2009 wurde sie Professorin für Allgemeine Erziehungswissenschaft und Theorie der Bildung an der Bergischen Universität Wuppertal. Ihre Antrittsvorlesung hielt sie Über die Aktualität der Bildungsphilosophie.
Ihre auf Italienisch 2005 erschienene Dissertationsschrift über die theoretische, historische und politische Bedeutung der Nietzscheanischen Philosophie für das Denken Martin Heideggers wurde 2010 in deutscher Übersetzung unter dem Titel Heideggers Nietzsche. Geschichte einer Obsession veröffentlicht. Casale arbeitete in ihrer Studie „die verschiedenen Rollen, die Nietzsche in Heideggers Schriften, Vorlesungen und Vorträgen immer wieder spielt“, auf. Joseph Hanimann bemängelte in seiner Rezension des Buchs, dass Casales Spurensuche ein resümierender Überblick in einem Abschlusskapitel fehle. Der österreichische Philosoph und ehemalige Vorsitzende der Martin-Heidegger-Gesellschaft, Helmuth Vetter, widmete sich dem Buch zusammen mit anderen um 2010/2012 erschienenen Arbeiten über Heidegger in der Philosophische Rundschau.
In den 2000er Jahren wandte sich Casale der feministischen Theorie und Geschlechterforschung aus einer erziehungswissenschaftlichen Perspektive zu und gab dazu mehrere Bände heraus. Sie leitete 2011 am Kulturwissenschaftlichen Kolleg der Universität Konstanz ein Forschungsprojekt zum Thema Kulturalisierung und Epistemologisierung feministischer Theorie, ausgehend von der aktuellen Lage der feministischen Theorie und der in der Öffentlichkeit geführten Debatte über die Notwendigkeit eines neuen Feminismus. Bis 2007 war sie im Vorstand der Sektion „Frauen und Geschlechterforschung in der Erziehungswissenschaft“ der Deutschen Gesellschaft für Erziehungswissenschaft, ab 2004 Mitherausgeberin, Redakteurin und Autorin der Zeitschrift Feministische Studien, deren wissenschaftlichem Beirat sie bis heute angehört.
Von 2010 bis 2019 war sie Mitherausgeberin der internationalen Zeitschrift für historische Bildungsforschung Paedagogica Historica. Sie gibt das Jahrbuch für Historische Bildungsforschung mit heraus.
Rita Casale lebt in Wuppertal.

## Schriften
- L'esperienza Nietzsche di Heidegger tra nichilismo e Seinsfrage. Bibliopolis, Neapel 2005, ISBN 88-7088-468-6 (italienisch).
  - Heideggers Nietzsche. Geschichte einer Obsession. Aus dem Italienischen übersetzt von Catrin Dingler. Transcript, Bielefeld 2010, ISBN 978-3-8376-1165-6.
- Einführung in die Erziehungs- und Bildungsphilosophie. Brill/Schönigh, Paderborn 2022, ISBN 978-3-8252-5257-1.
- mit Jeannette Windheuser, Monica Ferrari, Matteo Morandi (dt./engl./ital.): Kulturen der Lehrerbildung in der Sekundarstufe in Italien und Deutschland. Nationale Formate und cross culture. Verlag Julius Klinkhardt, Bad Heilbrunn 2021. doi:10.35468/5877. ISBN 978-3-7815-2464-4.

Als Herausgeberin und Autorin (Auswahl)
- mit Jürgen Oelkers, Rebekka Horlacher und Sabina Larcher Klee: Bildung und Rationalisierung bei Max Weber. Beiträge zur historischen Bildungsforschung. Klinkhardt, Bad Heilbrunn 2006, ISBN 3-7815-1449-8.
- mit Daniel Tröhler und Jürgen Oelkers: Methoden und Kontexte. Historiographische Probleme der Bildungsforschung. Wallstein-Verlag, Göttingen 2006, ISBN 3-8353-0077-6.
- mit Barbara Rendtorff: Was kommt nach der Genderforschung? Zur Zukunft der feministischen Theoriebildung. Transcript, Bielefeld 2008, ISBN 978-3-89942-748-6.[9]
- mit Edgar Forster: Ungleiche Geschlechtergleichheit. Geschlechterpolitik und Theorien des Humankapitals (= Jahrbuch Frauen- und Geschlechterforschung in der Erziehungswissenschaft. 7). Budrich, Opladen (u. a.) 2011, ISBN 978-3-86649-359-9.[10]
- mit Hans-Christoph Koller/N. Ricken: Das Pädagogische und das Politische. Zu einem Topos der Erziehungs- und Bildungsphilosophie. Schöningh Verlag, Paderborn 2016, ISBN 978-3-506-78268-7.
  - Krise der Repräsentation: Zur Sittlichkeit des Staates und Autorität des Vaters, S. 207–224, doi:10.30965/9783657782680_013
- mit Markus Rieger-Ladich und Christiane Thompsen: Verkörperte Bildung. Körper und Leib in geschichtlichen und gesellschaftlichen Transformationen. Beltz, Weinheim/Basel 2019, ISBN 978-3-7799-6058-4.
- Markus Rieger-Ladich und Christiane Thompson: Un-/Zugehörigkeit. Bildungsphilosophische Reflexionen und machttheoretische Studien. Beltz, Weinheim/Basel 2020, ISBN 978-3-7799-6057-7.
- Mit M. Ferrari, M. Morandi, R. Casale, J. Windheuser (Hrsg.): La formazione degli insegnanti della secondaria in Italia e in Germania: una questione culturale. FrancoAngeli, Mailand 2021, als Open Access zum Download: ojs.francoangeli.it/_omp/index.php/oa/catalog/book/694. ISBN 978-88-351-2267-8 (italienisch).